# Bereldange
Bereldange (en luxemburguès: Bäreldeng) és una vila de la comuna de Walferdange del districte de Luxemburg al cantó de Luxemburg. Està a uns 5 km de distància de la ciutat de Luxemburg.

## Història
Abans de l'1 de gener de 1851, Bereldange formava part del municipi de Steinsel.